# Martirio (nome)
Martirio  è un nome proprio di persona italiano maschile.

## Varianti
- Femminili: Martiria[1]

### Varianti in altre lingue
- Catalano: Martiri[2]
- Greco antico Μαρτύριος (Martyrios)[3]
- Spagnolo: Martirio[2]

## Origine e diffusione
Deriva dal nome greco Μαρτύριος (Martyrios), latinizzato poi in Martyrius. È basato sul dorico μάρτυρ (martyr); il significato originale di questo termine era "testimone", fino a che non cominciò ad essere usato in ambienti cristiani col senso di "persona uccisa per la propria fede"; si tratta quindi di un nome prettamente cristiano, che richiama appunto il martirio.
Il nome è presente anche in spagnolo, dove è usato al femminile e riprende direttamente il termine martirio (che significa, appunto, "martirio").

## Onomastico
L'onomastico può essere festeggiato in memoria di più santi, alle date seguenti:
- 23 gennaio, san Martirio, monaco ed eremita lungo la via Valeria in Abruzzo[6]
- 29 maggio, san Martirio, evangelizzatore della Val di Non e martire presso Cles insieme ai compagni Alessandro e Sisinnio[7][8][9]
- 26 agosto, san Martirio, patrono di Saint-Martory nell'Alta Garonna[7]
- 25 ottobre, san Martirio, martire assieme a san Marciano a Costantinopoli[2][7][8]

## Persone
- Martirio, patriarca di Antiochia
- Martirio, patriarca di Gerusalemme

## Il nome nelle arti
- Martirio Benavides è un personaggio dell'opera di Federico García Lorca La casa di Bernarda Alba.